# 红小叶蝉属
红小叶蝉属（学名：Rubiparvus）为叶蝉科的一个属。

## 下属物种
本属包括以下物种：
- 二斑红小叶蝉 Rubiparvus bistigma Xu, Dietrich & Qin, 2016